# Equação de coagulação de Smoluchowski

Este diagrama descreve a cinética de agregação de particulas discretas de acordo com a equação de Smoluchowski.

Em física estatística a equação de coagulação de Smoluchowski é uma equação integrodiferencial introduzida por Marian Smoluchowski em sua publicação seminal de 1916 descrevendo a evolução temporal da concentração de particuas coagulando (processo de floculação).

## Equação
No caso do tamanho das particulas ser modelado por uma distribuição contínua, a equação possui integrais:
{\displaystyle {\frac {\partial n(x,t)}{\partial t}}={\frac {1}{2}}\int _{0}^{x}K(x-y,y)n(x-y,t)n(y,t)\,dy-\int _{0}^{\infty }K(x,y)n(x,t)n(y,t)\,dy.}
No caso do tamanho das partículas ser modelado por variáveis discretas, i.e. quando as particulas se juntarem formando classes discretas de agregados com tamanhos fixos, então a equação possui somatórias:
{\displaystyle {\frac {\partial n(x_{i},t)}{\partial t}}={\frac {1}{2}}\sum _{j=1}^{i-1}K(x_{i}-x_{j},x_{j})n(x_{i}-x_{j},t)n(x_{j},t)-\sum _{j=1}^{\infty }K(x_{i},x_{j})n(x_{i},t)n(x_{j},t).}
No caso discreto, cada somatória pode ser interpretada como uma função de fluxo de massa. Assim,
{\displaystyle {\frac {\partial n(x_{i},t)}{\partial t}}={\frac {1}{2}}J_{e}-J_{s},}
onde {\displaystyle J_{e}} é o fluxo de entrada de massa vindo de partículas menores, e {\displaystyle J_{e}} é o fluxo de saída para agregados maiores.
A quantidade n tem a unidade de partículas por volume (concentração volumétrica).

## Kernel de Coagulação
O operador linear K é chamado de kernel. Ele descreve a taxa com a qual partículas de tamanho x se aglutinam com outros partículas de tamanho y.  Soluções analíticas para a equação de Smoluchowski existem quando o kernel tem uma das seguintes formas:
{\displaystyle K=1,\quad K=x+y,\quad K=xy,}
conhecidas respectivamente como constante, aditiva and multiplicativa. No entanto, na maioria das aplicações práticas o kernel possui formas significamente mais complexes, por exemplo o kernel que descreve a colisão de moléculas de gás,
{\displaystyle K={\sqrt {\frac {\pi k_{b}T}{2}}}\left({\frac {1}{m(x)}}+{\frac {1}{m(y)}}\right)^{1/2}\left(d(x)+d(y)\right)^{2}.}
Geralmente, equaçõs de coagulação que modelando kernels fisicamente realistas não precisam ser resolvidos numericamente.  Existem métodos determinísticos que podem ser usados se somente houver uma unica classe de particulas (x) de interesse. No caso de sistemas multivariáveis entretanto, quando duas ou mais propriedadas (como tamanho, forma ou composição do agregado) são incluidas, aproximações especiais que sofrem menos da maldição da dimensionalidade precisam ser aplicadas. Por exemplo, aproximações baseadas em funções gaussianas de base radial podem ser aplicadas para equação de coagulação bidimensionais. Quando a precisão da solução não é de tão importante métodos estocásticos são bastante atraentes.